# First Baptist Church (Montgomery, Alabama)

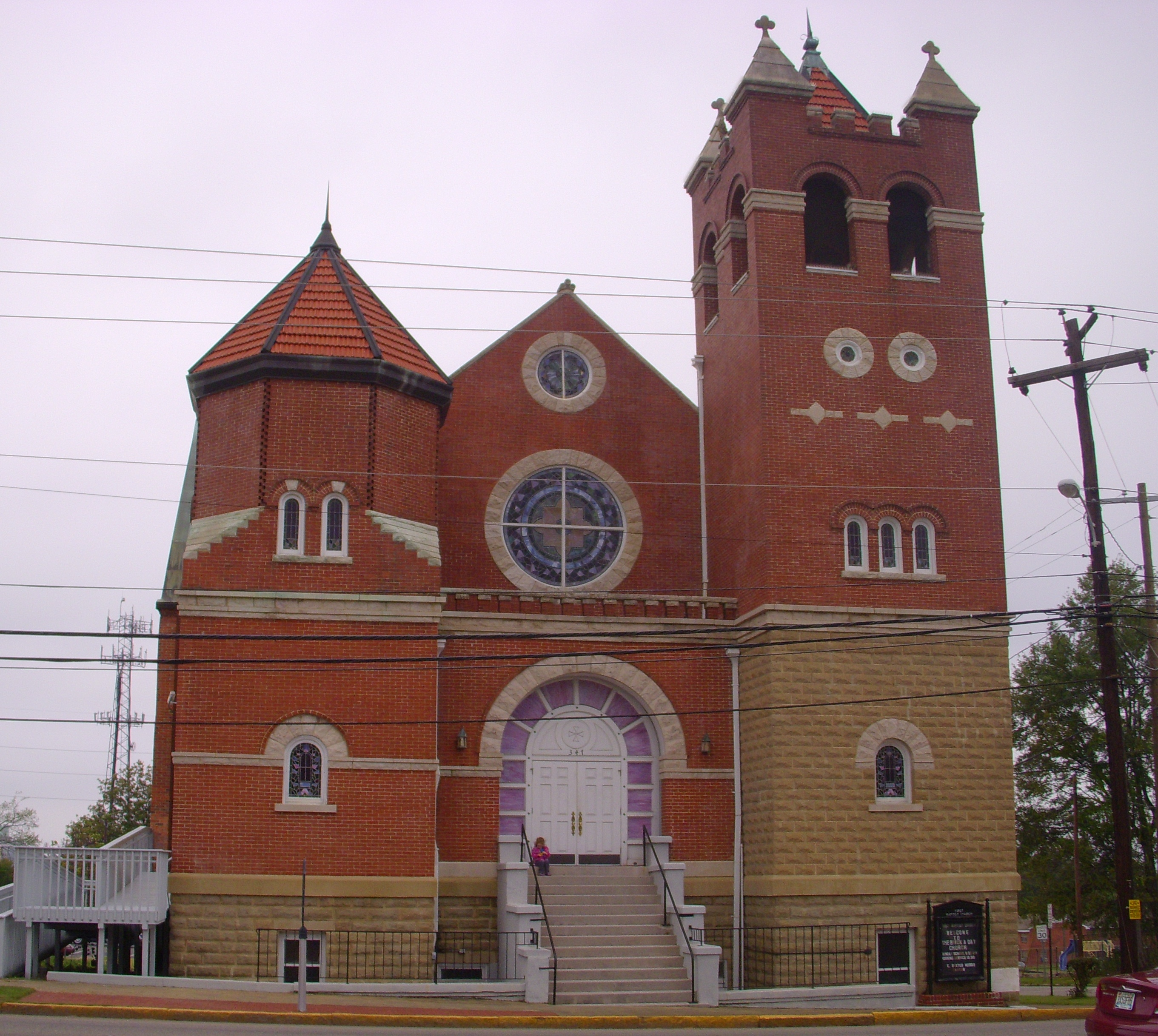
Blick auf die Vorderseite der Kirche

Die First Baptist Church ist eine baptistische Kirche an der North Ripley Street in Montgomery. Sie wurde 1867 im Zentrum Montgomerys als eine der ersten Schwarzen-Kirchen in dieser Region gegründet und war eine Alternative zur älteren baptistischen Kirche in der Stadt, in der sich Afroamerikaner diskriminiert und wie zweitrangig behandelt fühlten. Die First Baptist Church spielte eine wichtige Rolle bei der Bürgerrechtsbewegung (dem Civil Rights Movement) in den USA.
In den ersten Jahrzehnten nach ihrer Gründung entwickelte sich die First Baptist Church zu einer der größten „schwarzen Kirchen“ in den Südstaaten, die Zahl ihrer Gemeindeglieder stieg auf mehrere tausend. Fast hundert Jahre später, in den 1950er und 1960er Jahren, wurde sie zu einem Versammlungsort der Bürgerrechtsbewegung. Sie war verbunden mit dem Montgomery Bus Boycott und dem Freedom Ride vom Mai 1961. Die Kirche wird deshalb von der Alabama Historical Commission im „Alabama Register of Landmarks & Heritage“ geführt.

## Geschichte

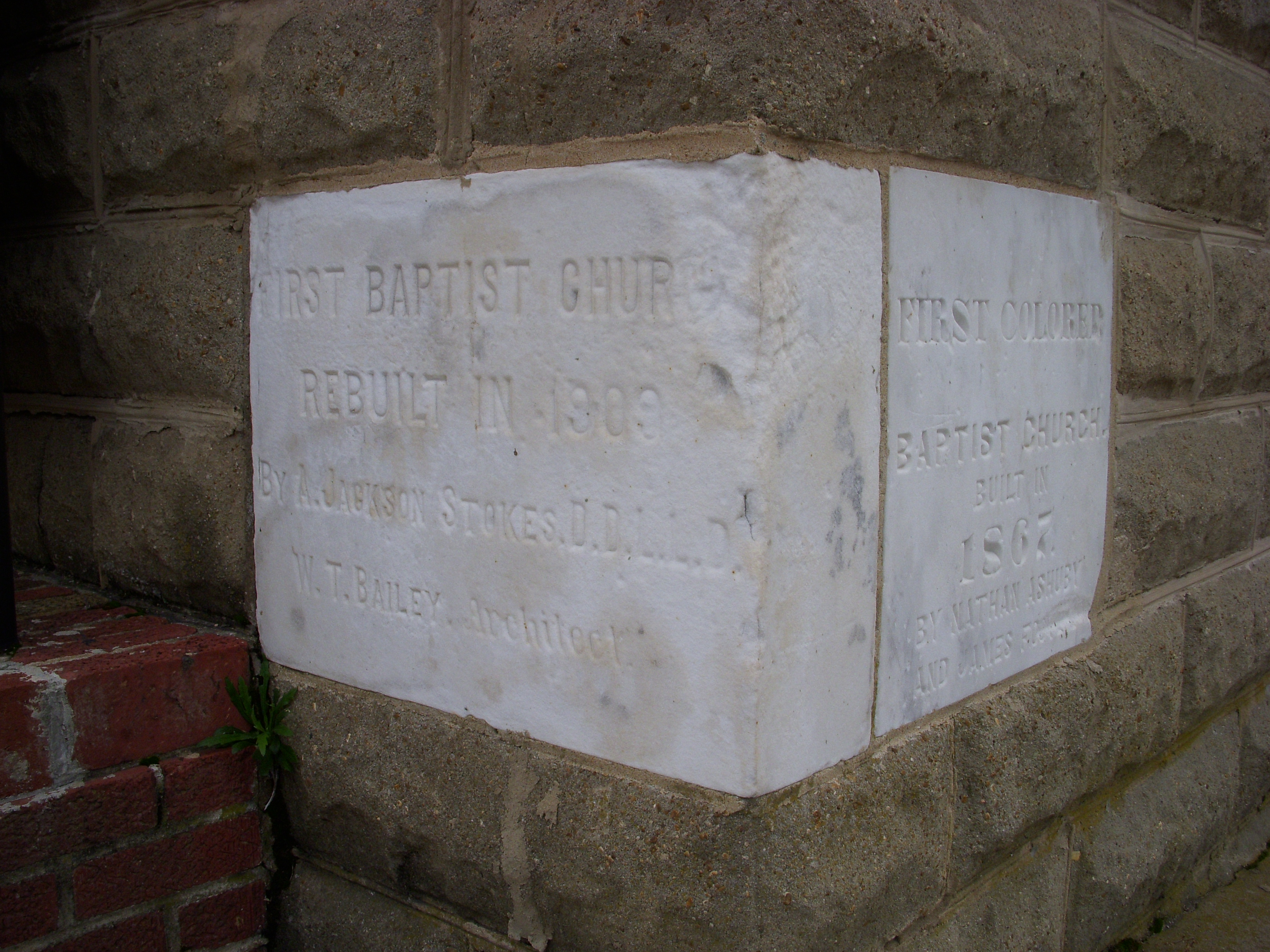
Eckstein der First Baptist Church an der Ecke Ripley Street/Columbus Street.

Die Gemeinde wurde 1866 begründet; die ersten Gemeindemitglieder hatten sich während der Sklaverei in der anderen baptistischen Kirche Montgomerys an der Perry Street zum Gottesdienst versammelt. Vor dem Sezessionskrieg wurden die Schwarzen nur auf dem Balkon jener Kirche geduldet, sie wurden im Hauptgeschoss der Kirche nur zum Putzen und Kehren zugelassen. 1867 marschierten 700 afro-amerikanische Kommunion-Empfänger zu einem leeren Grundstück an der Ecke von Ripley Street und Columbus Street und erklärten sich zur „First Baptist Church (Colored)“ und gründeten „die erste Institution ‚freier Neger‘ in der Stadt“. Die hölzerne Kirche selbst, die nordwärts auf die Columbus Street ausgerichtet war, wurde Columbus Street Baptist Church genannt.
Der erste Pastor war Nathan Ashby. Er wurde zum ersten Vorsitzenden der Colored Baptist Convention in Alabama, die in seiner Kirche am 17. Dezember 1868 gegründet wurde. Ashby ging 1870 in den Ruhestand, nachdem er gelähmt wurde. Sein Nachfolger wurde für kurze Zeit J.W. Stevens und 1871 folgte für zwanzig Jahre James H. Foster. Foster gilt als verantwortlich für den Anstieg der Gemeindemitglieder von einigen hundert auf mehrere tausend. Sein Nachfolger Andrew Stokes gewann noch mehr Anhänger dazu.
Die erste Holzkirche wurde durch ein Feuer zerstört. Zwischen 1910 und 1915 wurde die Kirche unter Pastor Stokes wiederaufgebaut – nunmehr auf die Ripley Street nach Osten ausgerichtet. Die Gemeindemitglieder wurden aufgefordert, jeweils einen Backstein pro Tag zu bringen, um die Kirche zu bauen – der Spitzname Brick-A-Day Church hat hier seinen Ursprung. Der Entwurf der Kirche im neuromanischen Stil stammt von W.T. Bailey von der Tuskegee University.

## First Baptist Church und die Bürgerrechtsbewegung

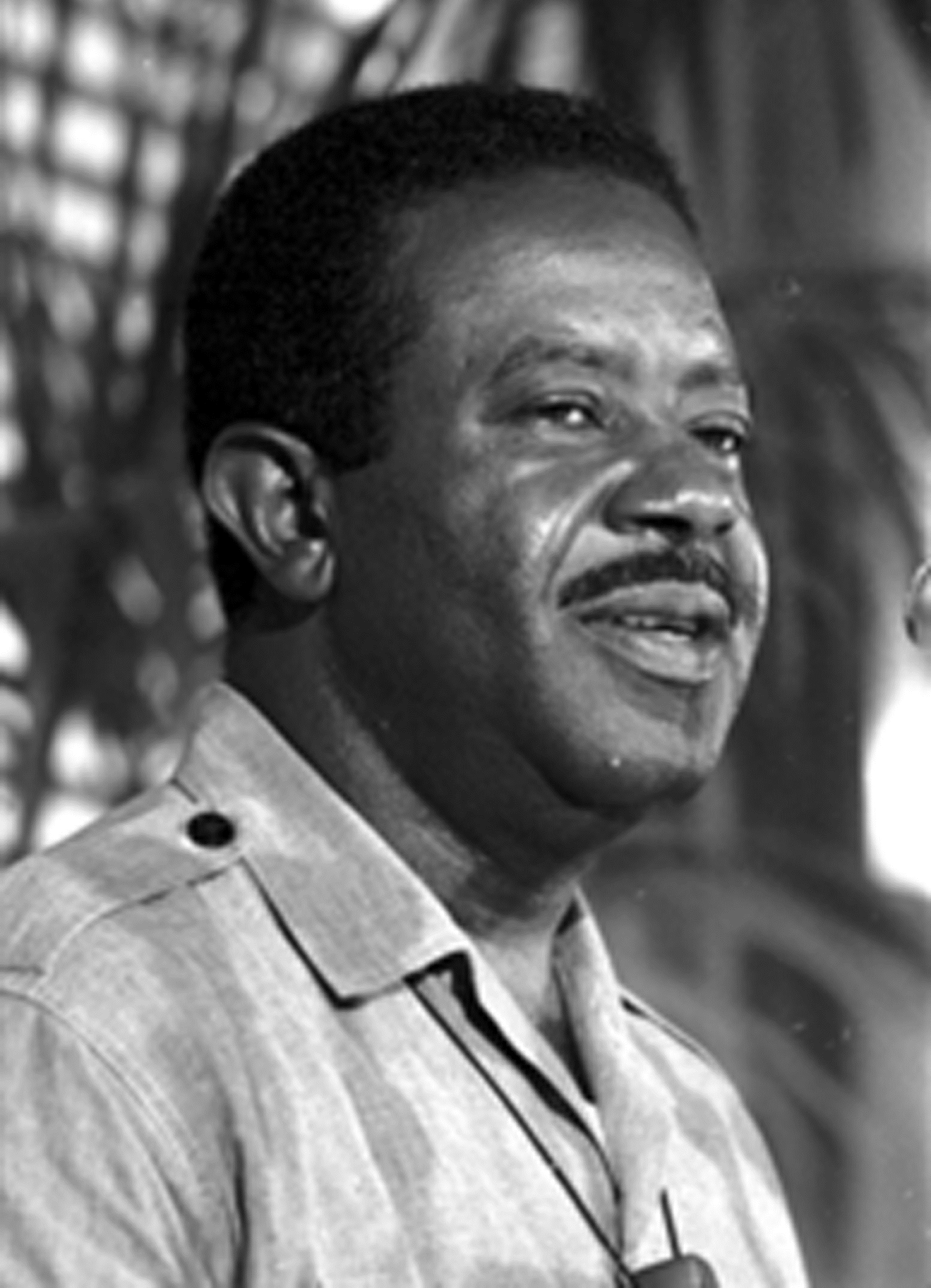
Ralph Abernathy, Pastor der First Baptist Church (1952–1961).

Von 1952 bis 1961 wurde die Gemeinde vom Bürgerrechtsaktivisten Ralph Abernathy geführt, einem guten Freund von Martin Luther King, der von 1954 bis 1960 einige Straßenblöcke weiter an der Dexter Avenue Baptist Church predigte. Während des Montgomery Bus Boycott (1955–1956) war die Kirche der Ort von Massenzusammenkünften und Abernathy wurde zu einem Vertrauten von Edgar Nixon. Nach dem Ende des Boykotts und nach der Desegregation der Autobusse in Montgomery kam es gelegentlich zu Anschlägen und Schüssen auf Autobusse. Nach einer solchen Schießerei am 10. Januar 1957 kam es zu Bombenanschlägen auf die Bell Street Baptist Church, die Mount Olive Baptist Church, die Hutchinson Street Baptist Church und die First Baptist Church und das Pfarrhaus, in dem Abernathy wohnte. Raymond C. Britt, Jr. wurde des Bombenanschlags auf die First Baptist Church beschuldigt, für die Bombe bei Abernathys Haus wurden Henry Alexander und James D. York verantwortlich gemacht, der Staatsanwalt der Stadt D. Eugene Loe ließ die Anklage schließlich fallen.
Im Frühjahr 1958 war der Keller der Kirche der Ort, an dem John Lewis in die Bürgerrechtsbewegung eintrat. Lewis, der am American Baptist College und der Fisk University in Nashville, Tennessee aktiv war, beabsichtigte sich an der Troy State University einzuschreiben, um die Hochschule zu desegregieren. Er wurde nach Montgomery eingeladen und traf im Büro des Pastors der First Baptist Church mit Abernathy und King zusammen.
Am 21. Mai 1961 suchten die Teilnehmer am Freedom Ride in der Kirche Zuflucht. Diese wurden zuvor an der Greyhound Bus Station im Zentrum von Montgomery von gewaltsamen Auseinandersetzungen konfrontiert. In der Kirche kamen 1500 Gläubige und Aktivisten zusammen, darunter auch Martin Luther King. Das Gebäude wurde von 3000 Weißen belagert, die androhten, es in Brand zu stecken. Im Keller des Gebäudes telefonierte King, der sich in Gesellschaft von Abernathy, Wyatt Tee Walker, James Farmer und John Lewis befand, mit United States Attorney General Robert F. Kennedy, während Backsteine durch die Fenster geworfen wurden und Tränengasschwaden in das Gebäude zogen. Der Mob wurde von US-Marschällen in Schach gehalten, die Kennedy in Marsch gesetzt hatte; gegen Mitternacht gelang es der Alabama National Guard schließlich, die Menschenansammlung zu zerstreuen. Die Ereignisse vom 20. bis 21. Mai 1961, einschließlich der Belagerung der Kirche, spielten eine wesentliche Rolle in der Aufhebung der Rassentrennung des Interstate-Reiseverkehrs.

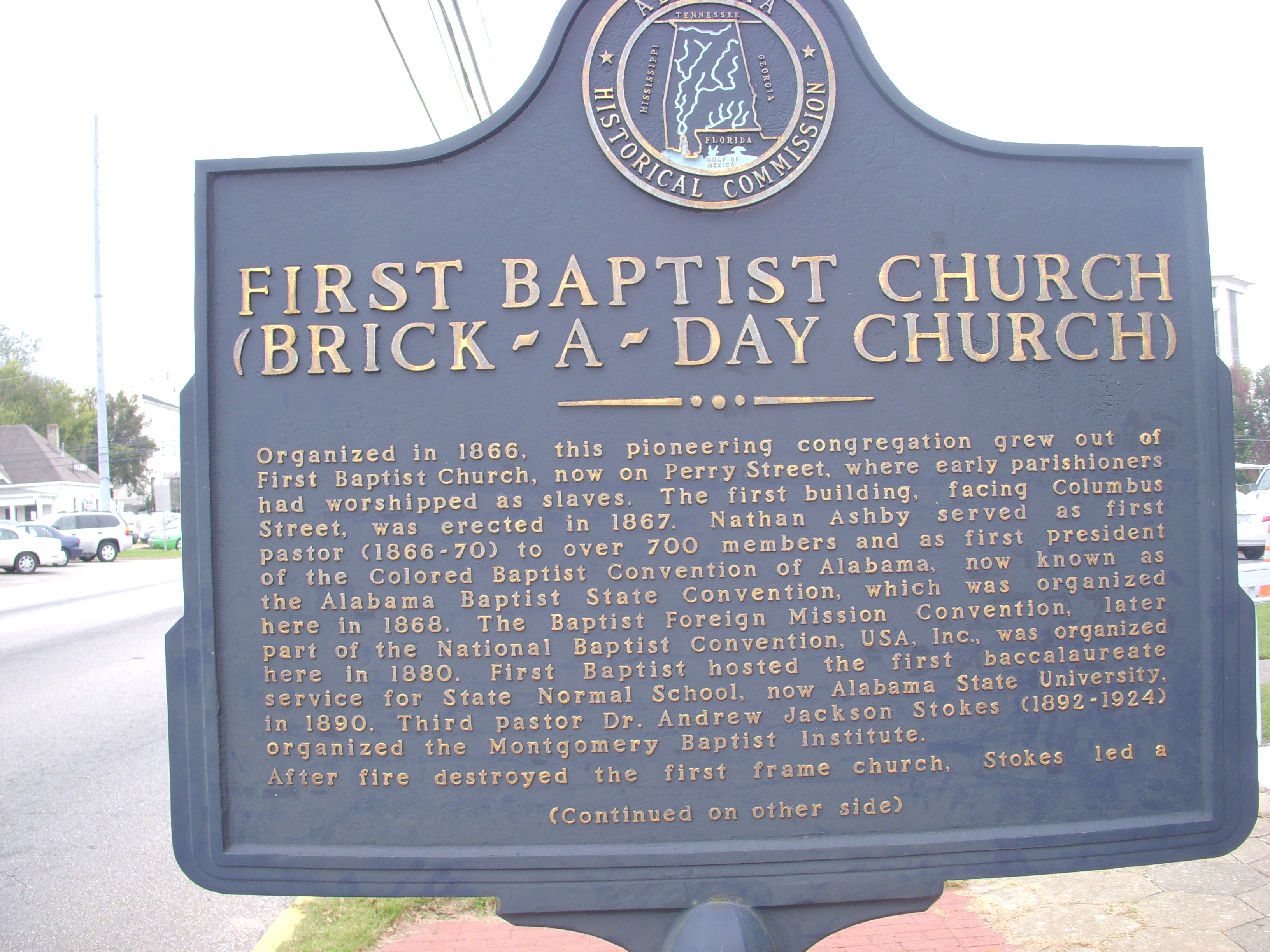
Historical Marker, Vorderseite
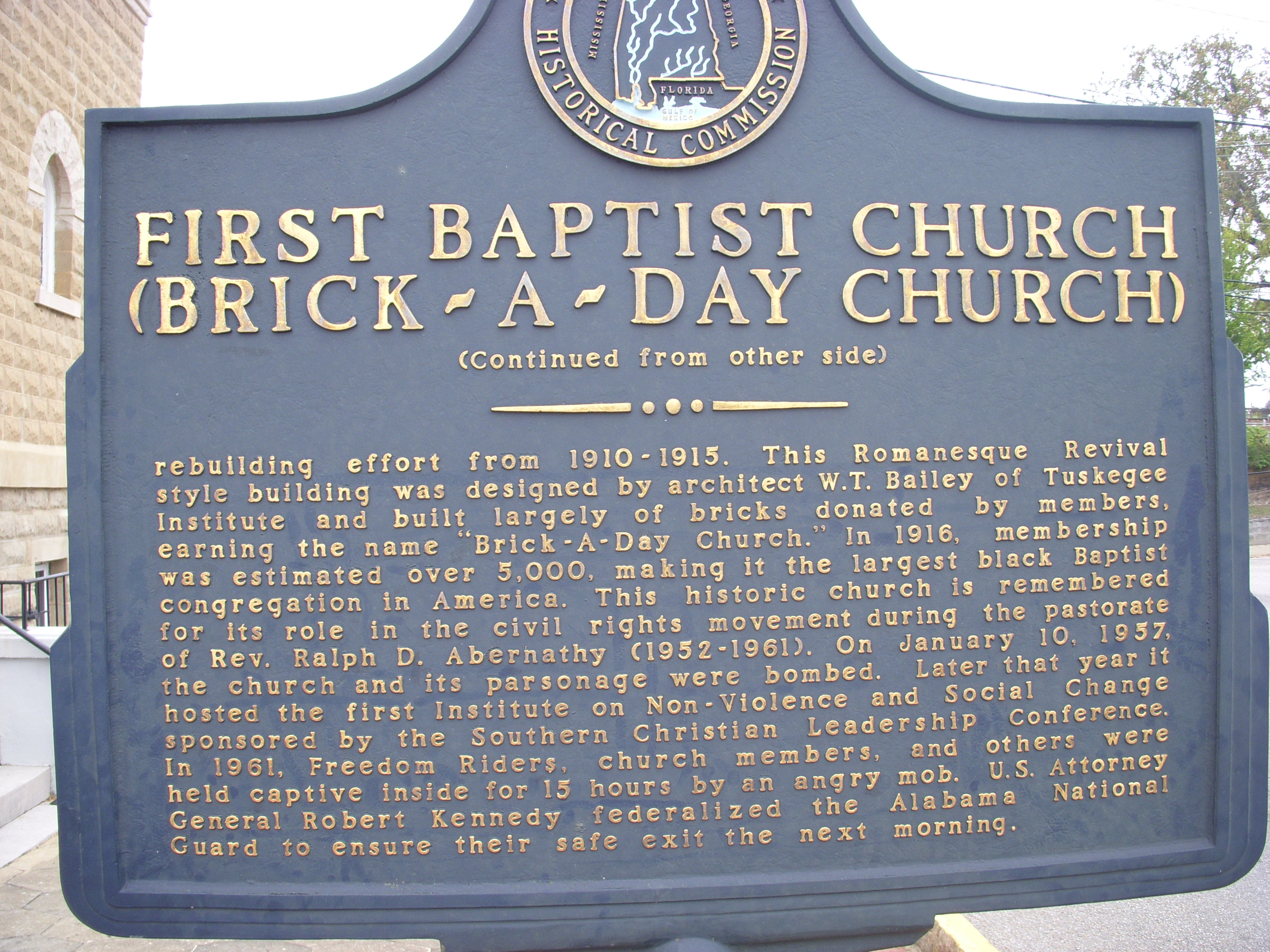
Historical Marker, Rückseite